# Вайс, Рут Долорес
Рут Долорес Вайс (ивр. רות דולורס וייס‎; род. 23 февраля 1978, Ашкелон, Израиль) — израильская певица.
Родилась в семье, репатриировавшейся с Украины в 1973 году. В юности добавила к своему имени Рут испанское имя «Долорес». В 1997 году переехала в Тель-Авив, и начала играть со знакомыми в группах «B-Blond» и «River Styx», но не выпустила записей.
В 2004 выпустила первый сольный альбом «Come See (Raw Versions)». Вскоре после этого переехала с мужем в Остин, где иногда выступала в барах.
Вернувшись в Израиль, записала первый альбом на иврите, так и названный: «Be’Ivrit» (בעברית, «на иврите»). Альбом был выпущен в августе 2008 года, и получила одобрение критиков в Израиле. Бен Шалев, израильский музыкальный критик, написал об альбоме в газете «Гаарец»: «Удивительно. Нет слов, чтобы описать встречу с голосом, талантом, чувствительностью, эмоциями и духом Рут Долорес Вайс». Другой израильский музыкальный критик, Давид Перец, один из первых услышавших песни Вайс, сказал, что это было похоже на открытие Билли Холидей или Бьoрк в Ашкелоне, её родном городе. Песни на альбоме были авторства самой Вайс, кроме одной песни на стихи поэтессы Леи Гольдберг «Из песен страны моей любви» (משירי ארץ אהבתי), ставшей наиболее популярной.
В 2012 выпустила двойной альбом кавер-версий на песни на английском языке, ранее исполненные Леонардом Коэном, Бритни Спирс, Элвисом Пресли, Робертом Уайаттом, и другими. Альбом назывался «My Middle Name is Misery»: строка из песни «Trouble», наиболее известная в исполнении Пресли, и намёк на её собственное среднее имя. Все песни были основательно переработаны в собственном стиле Вайс — в основном с пианино и контрабасом, и небольшими добавками гитары и духовых инструментов. В том же году написала саундтрек для фильма Хаюта и Берл Амира Манора.
В 2014 году выпустила второй альбом собственных песен на иврите Bisfat bnei haadam (בשפת בני באדם, «на языке людей»).